# Zurab Mentesjasjvili
Zurab Mentesjasjvili (georgiska: ზურაბ მენთეშაშვილი), född 30 januari 1980 i Rustavi, är en georgisk fotbollsspelare som sedan 2013 spelar för Guria Lantjchuti i Umaghlesi Liga. 
Mentesjasjvili har blivit lettisk ligamästare vid 8 tillfällen, 6 gånger med Skonto FC och 2 gånger med FK Ventspils. Mentesjasjvili har även spelat i Ryssland samt Israel utöver hemlandet Georgien.